# Albersweiler
Albersweiler est une municipalité de la Verbandsgemeinde Annweiler am Trifels, dans l'arrondissement de la Route-du-Vin-du-Sud, en Rhénanie-Palatinat, dans l'ouest de l'Allemagne.

## Références

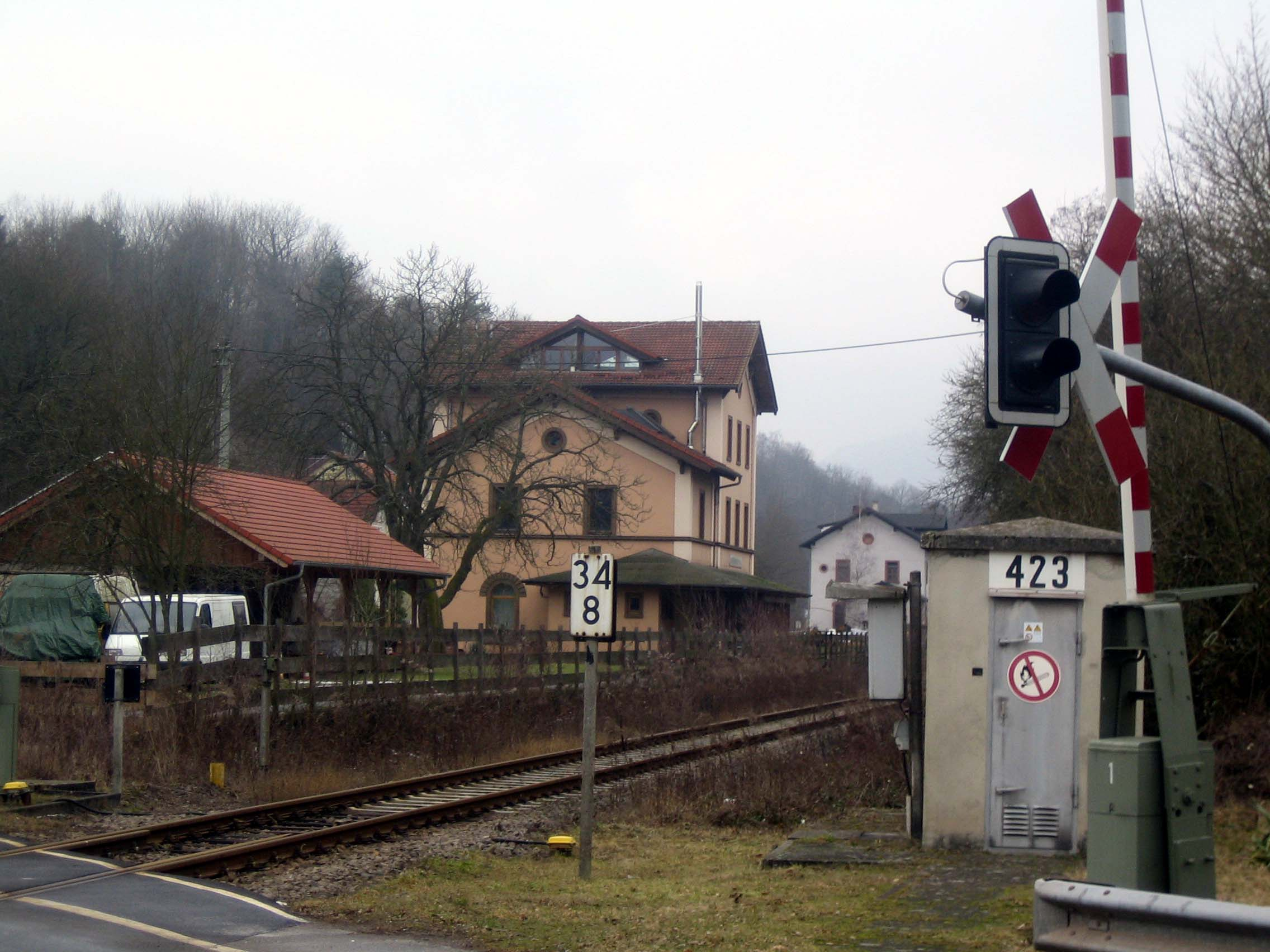
Albersweiler, gare

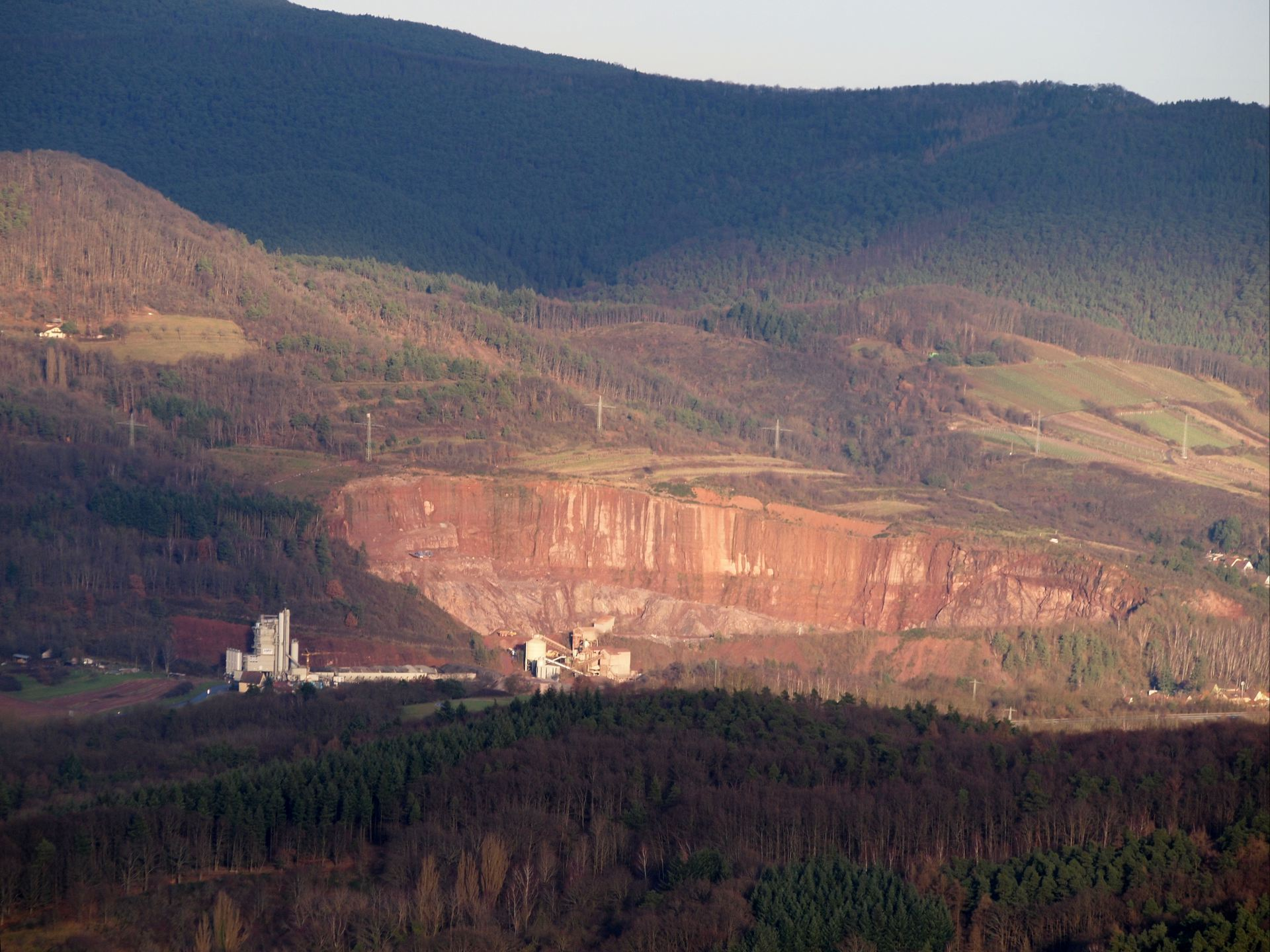
carrière de gneiss

## Jumelage
- Abreschviller (France)